# Cerrone
Марк Серроне (французька вимова: [maʁk sɛʁɔn], італійська: [tʃerˈroːne]; нар. 24 травня 1952) — французький диско-барабанщик, композитор, продюсер і автор концертів. Серроне є продюсером диско-пісень 1970-х і 1980-х років. Він продав понад 30 мільйонів альбомів по всьому світу, включаючи понад чотири мільйони копій у Франції і вісім мільйонів копій Supernature. Сингл «Love in C Minor» (1976) посів 3 місце і був у чартах два місяці, розійшовшись у три мільйони копій. У «Supernature» (1977) Серроне поєднав симфонічну оркестровку з синтезаторами. На диско-форумі Billboard Disco Forum 1978 року Серроне отримав шість нагород, включно з титулом «Диско артист року ».
Крім Love in C Minor, Cerrone's Paradise і Supernature, Марк Серроне мав успіх у Європі з такими альбомами, як Cerrone IV: The Golden Touch (1978), Where Are You Now (1983), The Collector (1985), Human Nature (1994) і нещодавно з танцювальними альбомами Hysteria (2002) і Celebrate (2007). Cerrone також відомий живими виступами. У 1991 році він грав у шоу Harmony, щоб відзначити запуск першого в Японії телевізійного супутника високої чіткості. Рок-оперу показали понад 800 000 глядачів у токійській гавані. Серроне адаптував «Гармонію» для театру. У 1992 році мюзикл Dreamtime, заснований на оригінальній історії Серроне, показав 140 показів на Бродвеї в нью-йоркському театрі Еда Саллівана.
Серроне записував і виступав з Найлом Роджерсом, Тото, Лаурою Браніган, Джоселін Браун, Ла Тойя Джексон і Аксель Ред. Його музику семплували такі артисти, як Avalanches, Bob Sinclar, Beastie Boys і Run-DMC.

## Дискографія

### Студійні альбоми
| Рік                                                                                  | Назва                                        | Подробиці                                                           | Пікова позиція в чартах | Пікова позиція в чартах | Пікова позиція в чартах | Пікова позиція в чартах | Пікова позиція в чартах | Пікова позиція в чартах | Пікова позиція в чартах | Пікова позиція в чартах |
| Рік                                                                                  | Назва                                        | Подробиці                                                           | FRA                     | AUT                     | BE (WA)                 | CAN Dance               | IT                      | UK                      | US                      | US R&B                  |
| ------------------------------------------------------------------------------------ | -------------------------------------------- | ------------------------------------------------------------------- | ----------------------- | ----------------------- | ----------------------- | ----------------------- | ----------------------- | ----------------------- | ----------------------- | ----------------------- |
| 1974                                                                                 | Kongas                                       | - Випущений: 1974 - Лейбл: Barclay - As part of Kongas              | —                       | —                       | —                       | —                       | —                       | —                       | —                       | —                       |
| 1976                                                                                 | Love in C Minor                              | - Випущений: 1976 - Лейбл: Malligator, Cotillion, Atlantic          | 4                       | —                       | —                       | —                       | 4                       | —                       | 153                     | 55                      |
| 1977                                                                                 | Cerrone's Paradise                           | - Випущений: червень 1977 - Лейбл: Malligator, Cotillion, Atlantic  | 3                       | —                       | —                       | —                       | 2                       | —                       | 162                     | 52                      |
| 1977                                                                                 | Africanism                                   | - Випущений: 1977 - Лейбл: Crocos, Polydor - As part of Kongas      | —                       | —                       | —                       | 2                       | —                       | —                       | 120                     | —                       |
| 1977                                                                                 | Supernature (Cerrone 3)                      | - Випущений: листопад 1977 - Лейбл: Malligator, Cotillion, Atlantic | 1                       | 13                      | —                       | 1                       | 8                       | 60                      | 129                     | 56                      |
| 1978                                                                                 | Anikana-O                                    | - Випущений: 1978 - Лейбл: Barclay, Salsoul - As part of Kongas     | —                       | —                       | —                       | —                       | —                       | —                       | —                       | —                       |
| 1978                                                                                 | The Golden Touch (Cerrone IV)                | - Випущений: 1978 - Лейбл: Malligator, Cotillion, Atlantic          | 1                       | —                       | —                       | 4                       | 7                       | —                       | 118                     | 49                      |
| 1979                                                                                 | Angelina (Cerrone V)                         | - Випущений: 1979 - Лейбл: Malligator, Atlantic                     | 23                      | —                       | —                       | —                       | —                       | —                       | —                       | —                       |
| 1980                                                                                 | Panic (Cerrone VI)                           | - Випущений: лютий 1980 - Лейбл: Malligator                         | 5                       | —                       | —                       | —                       | —                       | —                       | —                       | —                       |
| 1980                                                                                 | You Are the One (Cerrone VII)                | - Випущений: листопад 1980 - Лейбл: Malligator                      | —                       | —                       | —                       | —                       | —                       | —                       | —                       | —                       |
| 1982                                                                                 | Back Track (Cerrone VIII)                    | - Випущений: January 1982 - Лейбл: Malligator                       | 30                      | —                       | —                       | —                       | —                       | —                       | —                       | —                       |
| 1982                                                                                 | Your Love Survived (Cerrone IX)              | - Випущений: червень 1982 - Лейбл: Malligator                       | —                       | —                       | —                       | —                       | —                       | —                       | —                       | —                       |
| 1983                                                                                 | Where Are You Now                            | - Випущений: 1983 - Лейбл: Malligator                               | —                       | —                       | —                       | —                       | —                       | —                       | —                       | —                       |
| 1985                                                                                 | The Collector                                | - Випущений: 1985 - Лейбл: Malligator                               | —                       | —                       | —                       | —                       | —                       | —                       | —                       | —                       |
| 1989                                                                                 | Way In                                       | - Випущений: 1989 - Лейбл: NAC Company                              | —                       | —                       | —                       | —                       | —                       | —                       | —                       | —                       |
| 1992                                                                                 | Dream                                        | - Випущений: 1992 - Лейбл: NAC Company                              | —                       | —                       | —                       | —                       | —                       | —                       | —                       | —                       |
| 1993                                                                                 | X-Xex                                        | - Випущений: 1993 - Лейбл: Malligator                               | —                       | —                       | —                       | —                       | —                       | —                       | —                       | —                       |
| 1994                                                                                 | Human Nature                                 | - Випущений: 1994 - Лейбл: EMI France                               | —                       | —                       | —                       | —                       | —                       | —                       | —                       | —                       |
| 2002                                                                                 | Hysteria                                     | - Випущений: 17 грудня 2002 - Лейбл: Malligator                     | 82                      | —                       | —                       | —                       | —                       | —                       | —                       | —                       |
| 2007                                                                                 | Celebrate !                                  | - Випущений: 25 червня 2007 - Лейбл: Malligator                     | 76                      | —                       | —                       | —                       | —                       | —                       | —                       | —                       |
| 2010                                                                                 | Cerrone Symphony – Variations of Supernature | - Випущений: 15 лютого 2010 - Лейбл: Malligator                     | 164                     | —                       | —                       | —                       | —                       | —                       | —                       | —                       |
| 2016                                                                                 | Red Lips                                     | - Випущений: 28 October 2016 - Лейбл: Because Music, Malligator     | 83                      | —                       | —                       | —                       | —                       | —                       | —                       | —                       |
| 2020                                                                                 | DNA                                          | - Випущений: 7 лютого 2020 - Лейбл: Because Music, Malligator       | 92                      | —                       | 150                     | —                       | —                       | —                       | —                       | —                       |
| «—» позначає релізи, які не потрапили в чарти або не були випущені на цій території. |                                              |                                                                     |                         |                         |                         |                         |                         |                         |                         |                         |

### Живі альбоми
| Рік                                                                                 | Назва                              | Подробиці | Пікова позиція в чартах |
| Рік                                                                                 | Назва                              | Подробиці | FRA                     |
| ----------------------------------------------------------------------------------- | ---------------------------------- | --- | ----------------------- |
| 1979                                                                                | Cerrone In Concert                 | - Випущений: 1979 - Лейбл: Malligator - Записаний у грудні 1978 у Pavillon de Paris                                | 17                      |
| 1983                                                                                | En concert – Paris 1983            | - Випущений: 1983 - Лейбл: Malligator - Записаний у 1983 на Espace Balard, Париж                                   | —                       |
| 2003                                                                                | Live – Hysteria Party              | - Випущений: 10 December 2003 - Лейбл: Malligator - Записаний у січні 2003 у Olympia, Париж - Включає DVD концерта | —                       |
| 2005                                                                                | Dance Party – Live at Versailles   | - Випущений: 17 листопад 2005 - Лейбл: Malligator - Записаний у липні 2005 у Версалі - Включає DVD концерта        | —                       |
| 2012                                                                                | Live at the Montreux Jazz Festival | - Випущений: 6 September 2012 - Лейбл: Malligator - Записаний у липні 2012 на Джазовому фестивалі у Монтре         | —                       |
| «—» позначає релізи, які не потрапили в чарти або не були випущені на цій території |                                    | |                         |

### Альбоми з кіномузикою та інша продукція
| Рік  | Назва                                    | Подробиці |
| ---- | ---------------------------------------- | --- |
| 1978 | Brigade mondaine                         | - Випущений: July 1978 - Лейбл: Malligator - Саундтрек до однойменного фільму, англійська назва Victims of Vice            |
| 1979 | Brigade mondaine : La secte de Marrakech | - Випущений: July 1979 - Лейбл: Malligator - Саундтрек до однойменного фільму, англійська назва Marrakesh Cult             |
| 1980 | Brigade mondaine : Vaudou aux Caraïbes   | - Випущений: June 1980 - Лейбл: Malligator - Саундтрек до однойменного фільму, англійська назва Super Witch of Love Island |
| 1988 | The Collector – A Marc Cerrone Opéra     | - Випущений: 1988 - Лейбл: New Age Company - Рок опера на основі The Collector                                             |
| 1990 | Dancing Machine                          | - Випущений: 1990 - Лейбл: CBS - Саундтрек до однойменного фільму                                                          |
| 2005 | Orange mécanique – The Score             | - Випущений: 8 December 2005 - Лейбл: Malligator - Музика до екранізації роману Заводний апельсин                          |

### Альбоми компіляції
| Рік                                                                                 | Назва                                    | Подробиці | Пікова позиція в чартах | Пікова позиція в чартах |
| Рік                                                                                 | Назва                                    | Подробиці | FRA                     | BE (WA)                 |
| ----------------------------------------------------------------------------------- | ---------------------------------------- | --- | ----------------------- | ----------------------- |
| 1981                                                                                | The Best of Cerrone                      | - Випущений: 1981 - Лейбл: Malligator | —                       | —                       |
| 1986                                                                                | Cerrone's Collection                     | - Випущений: 1986 - Лейбл: New Age Company | —                       | —                       |
| 1990                                                                                | The Best of Cerrone                      | - Випущений: January 1990 - Лейбл: Hot Productions, Malligator - US-only release                                                                                 | —                       | —                       |
| 1990                                                                                | Je Suis Music                            | - Випущений: 1990 - Лейбл: CBS | —                       | —                       |
| 1990                                                                                | Love in C Minor                          | - Випущений: 1990 - Лейбл: CBS | —                       | —                       |
| 1990                                                                                | Supernature                              | - Випущений: 1990 - Лейбл: CBS | —                       | —                       |
| 1991                                                                                | 1976–1991                                | - Випущений: 1991 - Лейбл: Columbia | —                       | —                       |
| 1995                                                                                | Best                                     | - Випущений: 1995 - Лейбл: Pure, EMI France | —                       | —                       |
| 1997                                                                                | Best of Remixes                          | - Випущений: 1997 - Лейбл: Arcade | —                       | —                       |
| 2001                                                                                | Cerrone by Bob Sinclar                   | - Випущений: 6 June 2001 - Лейбл: Barclay, Malligator | 13                      | 26                      |
| 2004                                                                                | Culture                                  | - Випущений: 10 листопад 2004 - Лейбл: Malligator - Також була випущена версія з двома концертними DVD під назвою Cerrone Culture – The Complete Video Anthology | —                       | 96                      |
| 2008                                                                                | Love Ritual – Glamorous Lounge Selection | - Випущений: 7 July 2008 - Лейбл: Malligator | —                       | —                       |
| 2009                                                                                | Cerrone by Jamie Lewis                   | - Випущений: 8 May 2009 - Лейбл: Malligator - Switzerland-only release                                                                                           | —                       | —                       |
| 2011                                                                                | Club Mixes                               | - Випущений: 2 August 2011 - Лейбл: Malligator | —                       | —                       |
| 2012                                                                                | Addict                                   | - Випущений: 22 October 2012 - Лейбл: Malligator | —                       | —                       |
| 2013                                                                                | Underworld – The Anthology               | - Випущений: 25 March 2013 - Лейбл: Big Break | —                       | —                       |
| 2014                                                                                | The Best of Kongas                       | - Випущений: 27 October 2014 - Лейбл: Because Music | —                       | —                       |
| 2015                                                                                | The Best of Cerrone Productions          | - Випущений: 26 January 2015 - Лейбл: Because Music | 145                     | 162                     |
| 2015                                                                                | Give Me Remixes                          | - Випущений: 30 October 2015 - Лейбл: Because Music, Malligator                                                                                                  | —                       | —                       |
| 2022                                                                                | Cerrone by Cerrone                       | - Випущений: 14 October 2022 - Лейбл: Because Music, Malligator                                                                                                  | 11                      | —                       |
| «—» позначає релізи, які не потрапили в чарти або не були випущені на цій території |                                          | |                         |                         |

### Набори
| Рік  | Назва                            | Подробиці |
| ---- | -------------------------------- | --- |
| 2003 | Collector Box                    | - Випущений: 2003 - Лейбл: Malligator - Limited vinyl box set                                                             |
| 2014 | I II III                         | - Випущений: 15 November 2014 - Лейбл: Because Music - Limited CD and vinyl box set                                       |
| 2014 | Brigade mondaine                 | - Випущений: 21 November 2014 - Лейбл: Because Music - Limited CD and vinyl box set of the soundtracks to all three films |
| 2015 | Cerrone IV, VII, Give Me Remixes | - Випущений: 4 May 2015 - Лейбл: Because Music - Limited official deluxe box set                                          |

## Виноски
1. ↑  Babelio — 2007.
2. 1 2  Who's Who in France — Paris: 1953. — ISSN 0083-9531; 2275-0908
3. ↑  Bibliothèque nationale de France BNF: платформа відкритих даних — 2011.
4. ↑  CONOR.Sl
5. ↑  http://www.allmusic.com/artist/cerrone-mn0000801244/biography
6. ↑  http://www.vinyl-masterpiece.com/cerrone-the-best-of-productions-p-2604.html
7. ↑  http://www.timlawrence.info/articles2/2013/7/16/disco-in-encyclopedia-of-popular-music-of-the-world-volume-8-genres-north-america-eds-john-shepherd-and-david-horn-london-continuum-2012-180-86
8. ↑  Montreux Jazz Festival Database
9. ↑  Daryl Easlea, "Supernature Boy", Record Collector, #502, February 2020, pp.60-63
10. ↑  Marc Cerrone, Biographie, Evene.fr; retrieved 20 May 2013.(фр.)
11. ↑  Les Ventes par Artiste de 1955–2012. [Архівовано 5 листопада 2013 у Wayback Machine.]
12. ↑  Cerrone profile, rephlektorink.com; retrieved 20 May 2013.
13. ↑  Biography, Allmusic.com; accessed 12 April 2018.
14. ↑  Cerrone biography [Архівовано 3 липня 2015 у Wayback Machine.], DiscoMuseum.net; retrieved 20 May 2013.
15. ↑  Cerrone biography, Beatport.com; retrieved 21 May 2013.
16. ↑  Tracks that sampled music produced by Cerrone, Whosampled.com, retrieved 20 May 2013
17. 1 2  InfoDisc : Tous les Albums classés par Artiste. www.infodisc.fr. Процитовано 8 жовтня 2021.
18. ↑  Das österreichische Hitparaden- und Musik-Portal. austriancharts.at. Процитовано 7 липня 2021.
19. 1 2  ultratop.be - ULTRATOP BELGIAN CHARTS. www.ultratop.be. Процитовано 7 липня 2021.
20. ↑  Canada, Library and Archives (17 липня 2013). Item. www.bac-lac.gc.ca. Процитовано 7 липня 2021.
21. ↑  Canada, Library and Archives (17 липня 2013). Item. www.bac-lac.gc.ca. Процитовано 7 липня 2021.
22. ↑  Hit Parade Italia - ALBUM 1977. www.hitparadeitalia.it. Процитовано 7 липня 2021.
23. ↑  Hit Parade Italia - ALBUM 1978. www.hitparadeitalia.it. Процитовано 7 липня 2021.
24. ↑  Whitburn, Joel (1996). Joel Whitburn's Top Pop Albums 1955–1996. Record Research. с. 139—140, 426. ISBN 0898201179.
25. ↑  Whitburn, Joel (1999). Joel Whitburn's Top R&B Albums 1965–1998. Record Research. с. 33. ISBN 0898201349.
26. ↑  lescharts.com - Les charts français. lescharts.com. Процитовано 7 липня 2021.